# قصی حبیب
قصی حبیب (عربی: قصي حبيب؛ زادهٔ ۱۵ آوریل ۱۹۸۷) یک ورزشکار اهل سوریه است.
از باشگاه‌هایی که در آن بازی کرده‌است می‌توان به باشگاه فوتبال بغداد، باشگاه ورزشی الوحده سوریه، باشگاه فوتبال الشرطه دمشق، تیم ملی فوتبال زیر ۲۳ سال سوریه، و تیم ملی فوتبال سوریه اشاره کرد.
وی همچنین در تیم‌های ملی فوتبال زیر ۲۳ سال سوریه سوریه بازی کرده است.